# Matthias Bleicken
Matthias Bleicken, auch Bleichen (* 5. September 1822 in Keitum; † 11. Juni 1883 in Tondern) war ein deutscher Lokalpolitiker.

## Leben und Wirken
Matthias Bleicken war ein Sohn des Kapitäns Jens Bleicken (1783–1859) und dessen Ehefrau Maria Engelina, geborene Boysen (1794–1887). Sein Bruder Bleick Matthias Bleicken war ein Rechtsanwalt und Kommunalpolitiker. 
Bleicken absolvierte ein Jurastudium und begann nach dem erfolgreich bestandenen Examen ein Volontariat bei der Amtsverwaltung von Flensburg. Mit dem Ausbruch der Schleswig-Holsteinischen Erhebung arbeitete er ab 1848 für die provisorisch gebildete Regierung. Nach Kriegsende musste er das Land verlassen, konnte aber nach der Amnestie 1851 zurückkehren. Nach dem Deutsch-Dänischen Krieg ernannte ihn die preußische Regierung 1864 zum Bürgermeister von Tondern und zum Landkreisrat. 
Da der Kreis Tondern hinsichtlich Verwaltung und Nationalität nicht homogen war, übernahm Bleicken ein schwieriges Amt. Als Friese und dank seiner Kenntnisse der Historie konnte er sowohl die Erwartungen der dänischen als auch der deutschen Bevölkerung erfüllen. Durch sein Wirken in der Verwaltung und seine Auslegung der Verordnungen konnte er Übergriffe gegen die Dänen verhindern, was ihm das Ansehen auch der dänischen Bevölkerung einbrachte.